# Streifengans

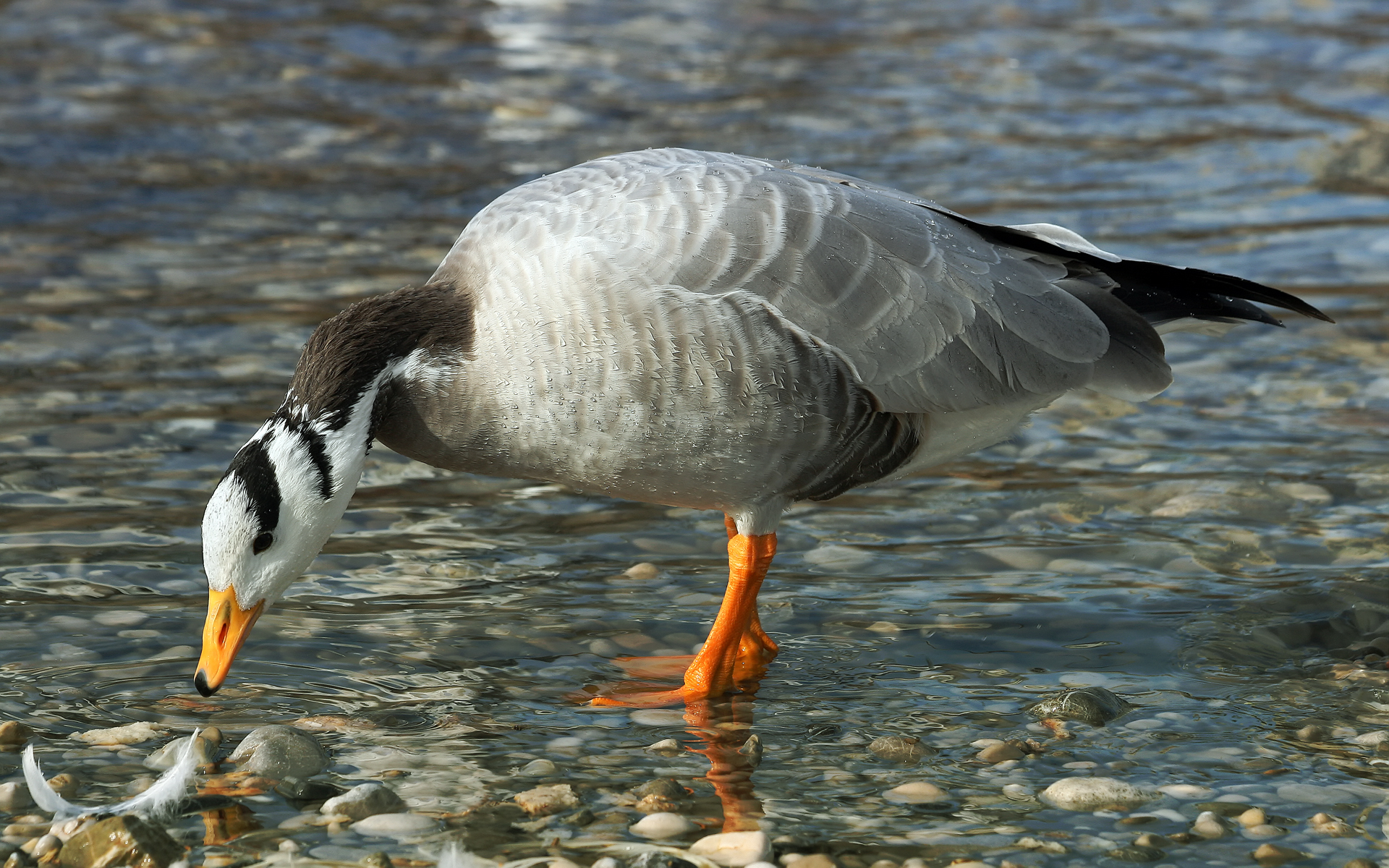
Streifengans (Anser indicus) bei der Nahrungssuche

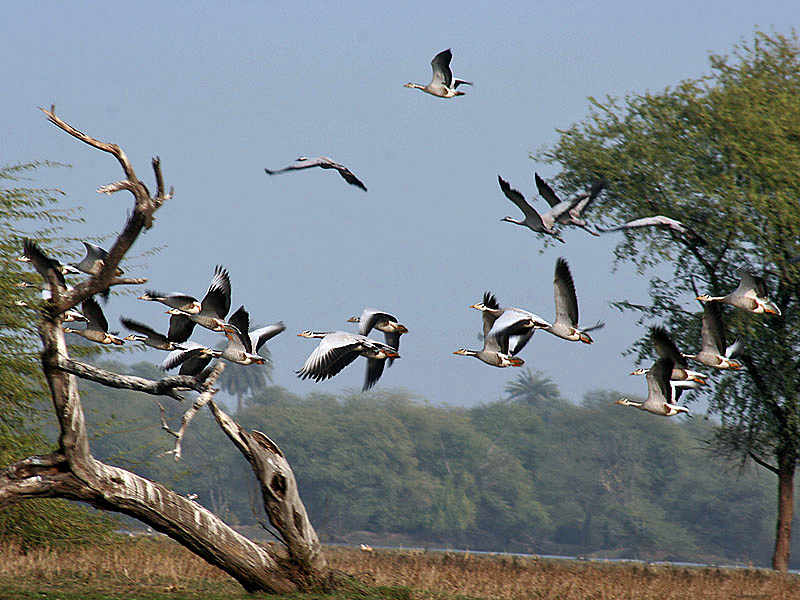
Auffliegende Streifengänse

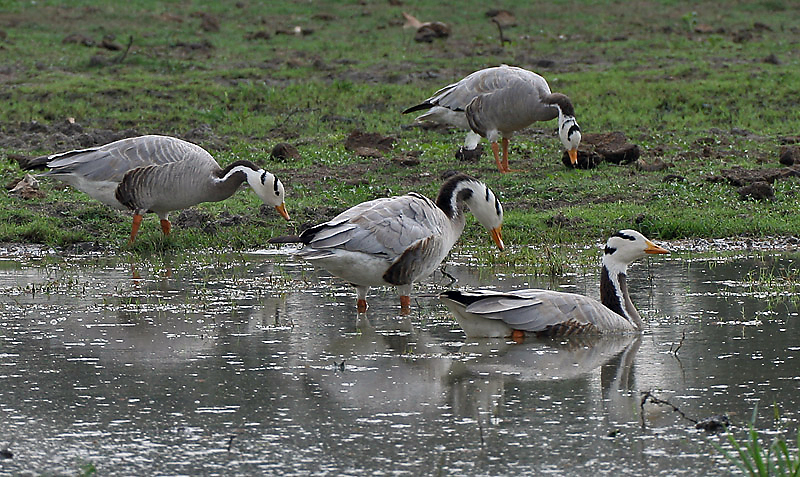
Streifengansschar im Keoladeo-Nationalpark, Indien

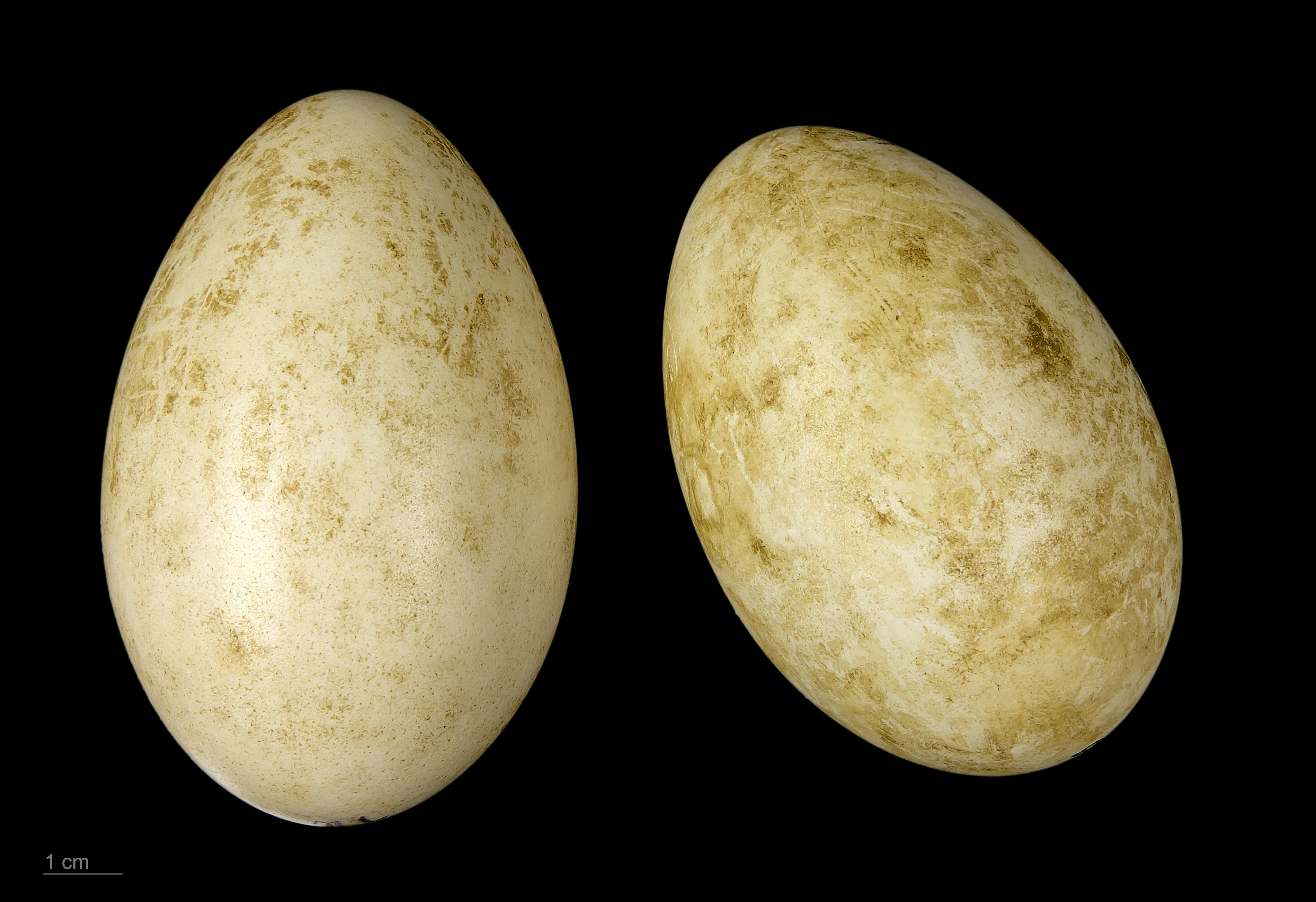
Anser indicus

Die Streifengans (Anser indicus) oder Indische Gans ist eine in Zentral- und Südasien einheimische Art der Feldgänse (Anser) und gehört zu den Echten Gänsen (Anserini). Sie wird gelegentlich zusammen mit ihren nächsten Verwandten, der Kaisergans (Anser canagica), der Schneegans (Anser caerulescens) und der Zwergschneegans (Anser rossii), in eine eigene Gattung mit dem wissenschaftlichen Namen Chen gestellt. Die Art wurde im Jahre 1790 durch John Latham in seinem in London erschienenen Werk Index ornithologicus als Anas indicus erstbeschrieben.

## Aussehen
Die Streifengans ist mit einer Länge von ungefähr 70 bis 75 cm etwa so groß wie die in Mitteleuropa vertrautere Graugans (Anser anser); ihre Flügellänge liegt zwischen 40 und 50 cm, das Gewicht bei etwa zwei bis drei Kilogramm. Das Weibchen ist meistens etwas kleiner als das Männchen, unterscheidet sich ansonsten von diesem aber nicht.
Das Erkennungsmerkmal der Streifengans sind zwei namengebende schwarzbraune Querstreifen: Der erste läuft bogenförmig vom linken Auge über den Hinterkopf zum rechten Auge hin, der zweite befindet sich parallel laufend wenige Zentimeter tiefer im Nacken und ist etwas kürzer. Ansonsten sind der Kopf und der vordere Halsbereich hellgrau bis weiß, der Hinterhals dagegen schwarz gefärbt; letzterer besitzt zwei längsseitig verlaufende weiße Streifen. Das Körpergefieder hat außer auf der reinweißen Bauchseite im Allgemeinen eine helle silbergraue Farbe, die Flanken sind meistens etwas dunkler, die Flügeldecken dagegen eher aufgehellt, während die eigentlichen Flugfedern in tiefschwarz gehalten sind. Der hell- bis orangegelbe Schnabel wird zwischen 4,5 und 6,5 Zentimeter lang, die Augenfarbe ist dunkelbraun, die Füße sind orangefarben.
Frisch geschlüpfte Streifengänse, die etwa 100 Gramm wiegen, tragen dagegen Tarnfarben: Sie haben einen grauen Schnabel und graue Füße, auch die Rückenseite ist grau gefärbt, während die Bauchseite dunkelgelb aussieht. Vor allem um die Augen herum und am Hinterkopf ist das Gefieder zudem mit kleinen braunen Flecken gesprenkelt. Eine von den Augen zum Hinterkopf laufende hellbraune Linie ist ein spezifisches Erkennungsmerkmal.
Im Jugendkleid ist das Mantelgefieder der Streifengänse noch verwaschen bräunlichgrau. Der Nackenstreifen fehlt, stattdessen verläuft die braune Hinterhalszeichnung bis zum Hals. Der Schnabel und die Füße sind noch gelblichgrün. Im ersten Jahreskleid sind Jungvögel bereits gefärbt wie die Altvögel. Mit zunehmendem Alter tendiert das Mantelgefieder der Gänse jedoch vom Bräunlichen ins Hellgraue.

## Verbreitung und Lebensraum
Streifengänse sind Zugvögel, die halbjährlich zwischen ihren Brut- und Überwinterungsgebieten hin- und herziehen. Erstere liegen vor allem in den Hochebenen Zentralasiens, in Südostrussland, Tibet, Teilen Nordindiens, der Mongolei und der Volksrepublik China, letztere dagegen hauptsächlich südlich des Himalaja im Nordwesten und zentralen Süden Indiens, in Pakistan, Bangladesch, Nepal und Myanmar; manche Vögel ziehen auch nur aus den Hochlagen Tibets in tiefer liegende Gebiete.
Das Brutgebiet der Streifengans liegt in Seenlandschaften, Flussniederungen oder Mooren, besonders in Zentralasien auch in Steppengebieten oder Heideland. In Tibet halten sich die kälteangepassten Vögel auch auf bis zu 5600 Metern hoch gelegenen Felsabhängen auf. Im Überwinterungsgebiet bilden dagegen ruhige Seen, Flussauen und niedrig gelegene Sümpfe ihren Lebensraum.
In Europa kommt die Streifengans meist als Gefangenschaftsflüchtling vor; die meisten Tiere sind wahrscheinlich aus Zoos, öffentlichen Gartenanlagen mit Ziergeflügelteichen oder privaten Zuchtstationen entflohen. In den Niederlanden hat sich dagegen mittlerweile eine selbst erhaltende Population gebildet. Auch in Deutschland kommt es regelmäßig zu Freilandbruten von Streifengänsen, beispielsweise im Englischen Garten in München, allerdings gelten diese Populationen noch nicht als dauerhaft etabliert. Ob sich die Streifengans langfristig als Neozoon halten kann, ist ungewiss, da sie recht leicht mit Graugänsen verbastardiert und die Nachkommen fruchtbar sind, so dass die immer wieder auftretenden Einzeltiere, Paare oder kleinen Trupps wohl in der Grauganspopulation aufgehen werden.

## Flugvermögen
Beim Zug zwischen Winter- und Brutgebiet müssen viele Streifengänse das Himalaja-Gebirge überqueren. Dabei werden teilweise Flughöhen von über 9000 Metern erreicht, Streifengänse wurden schon beim Flug über den Mount Everest beobachtet. Den Sauerstoffmangel in diesen Höhen (der Sauerstoffpartialdruck liegt bei nur etwa 30 % des Wertes, der auf Meereshöhe gemessen wird) überstehen sie durch eine spezielle Anpassung: Der rote Blutfarbstoff, das Hämoglobin, ist bei ihnen anders als bei Säugetieren oder anderen Vögeln zu einer besonders schnellen Sauerstoffaufnahme bei niedrigem Druck in der Lage. Auslöser ist eine einzige Mutation, durch welche die Aminosäure Prolin in der Alpha-Kette des Hämoglobins (α-Globin) durch Alanin ersetzt ist.

## Ernährung und Lebensweise

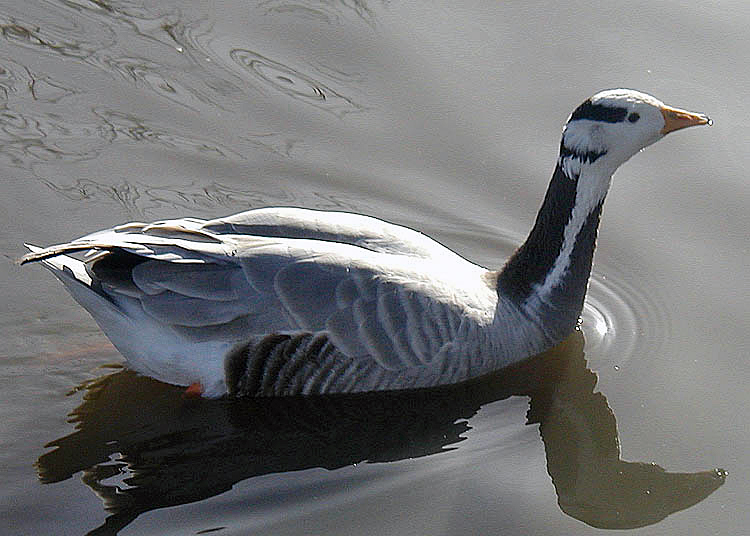
Streifengans auf dem Wasser

Nahrungsgrundlage der Streifengans sind Teile von Wasserpflanzen sowie Gräser, Wurzeln und Sprosse, die wie beispielsweise Riedgras regelrecht abgeweidet werden. Im Winter werden auch Getreidekörner und Wurzelknollen verzehrt; auch Seetang kann in Küstennähe einen wichtigen Nahrungsbestandteil bilden. Diese Grundlage wird ergänzt durch Insekten, kleine Krebstiere, Weichtiere wie beispielsweise Schnecken und sogar kleine Fische.
Meistens fressen die Gänse nachts oder kurz nach Sonnenauf- beziehungsweise vor Sonnenuntergang. Vor allem in ihrem Überwinterungsgebiet fliegen sie meistens täglich in großen Schwärmen zwischen den räumlich getrennten Ruhe- und Weideplätzen hin und her. Sie sind wie die meisten Gänsearten sehr soziale, gesellschaftliebende Tiere.

## Fortpflanzung

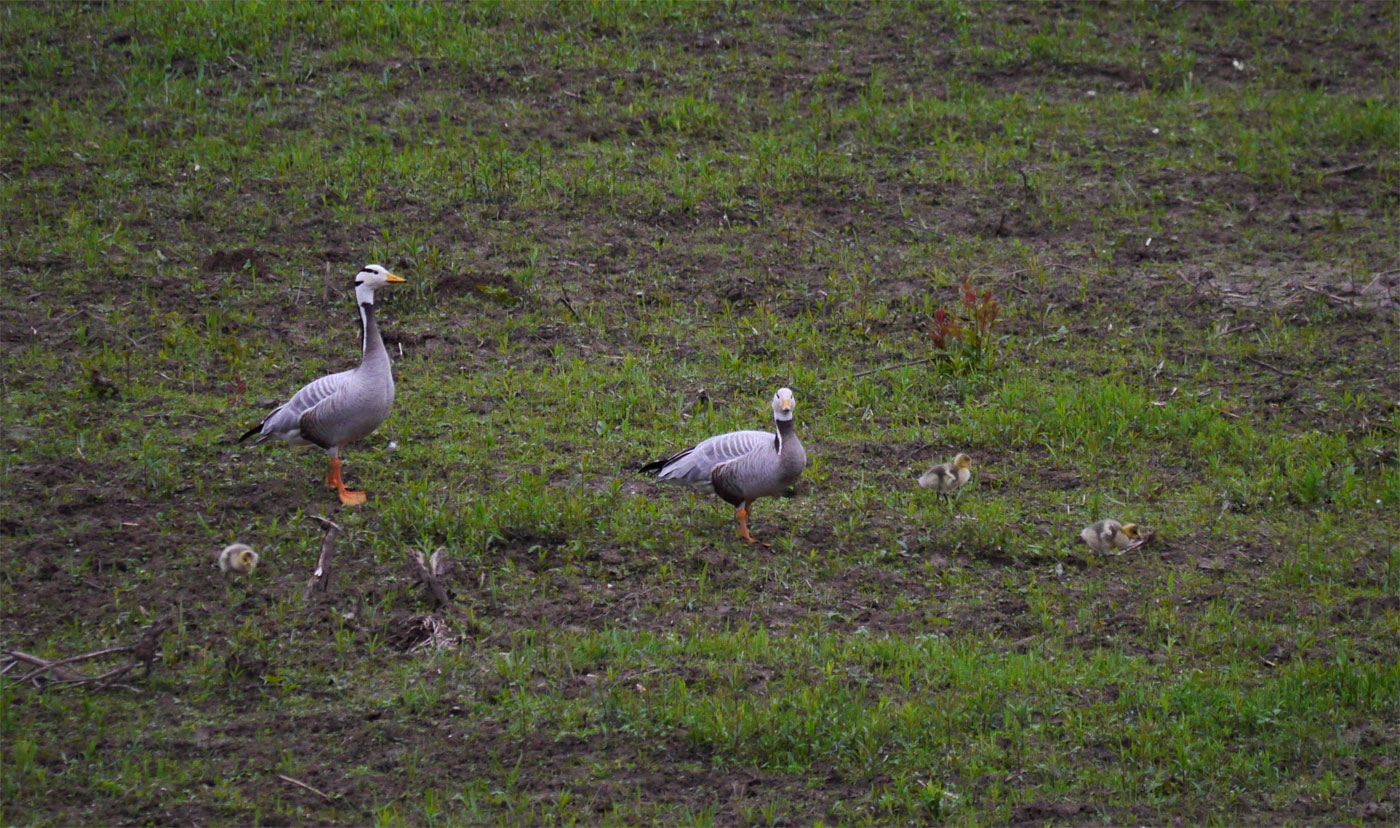
Paar Streifengänse mit 3 Küken, 16. Mai 2013, Petite Camargue Alsacienne (Oberrhein)

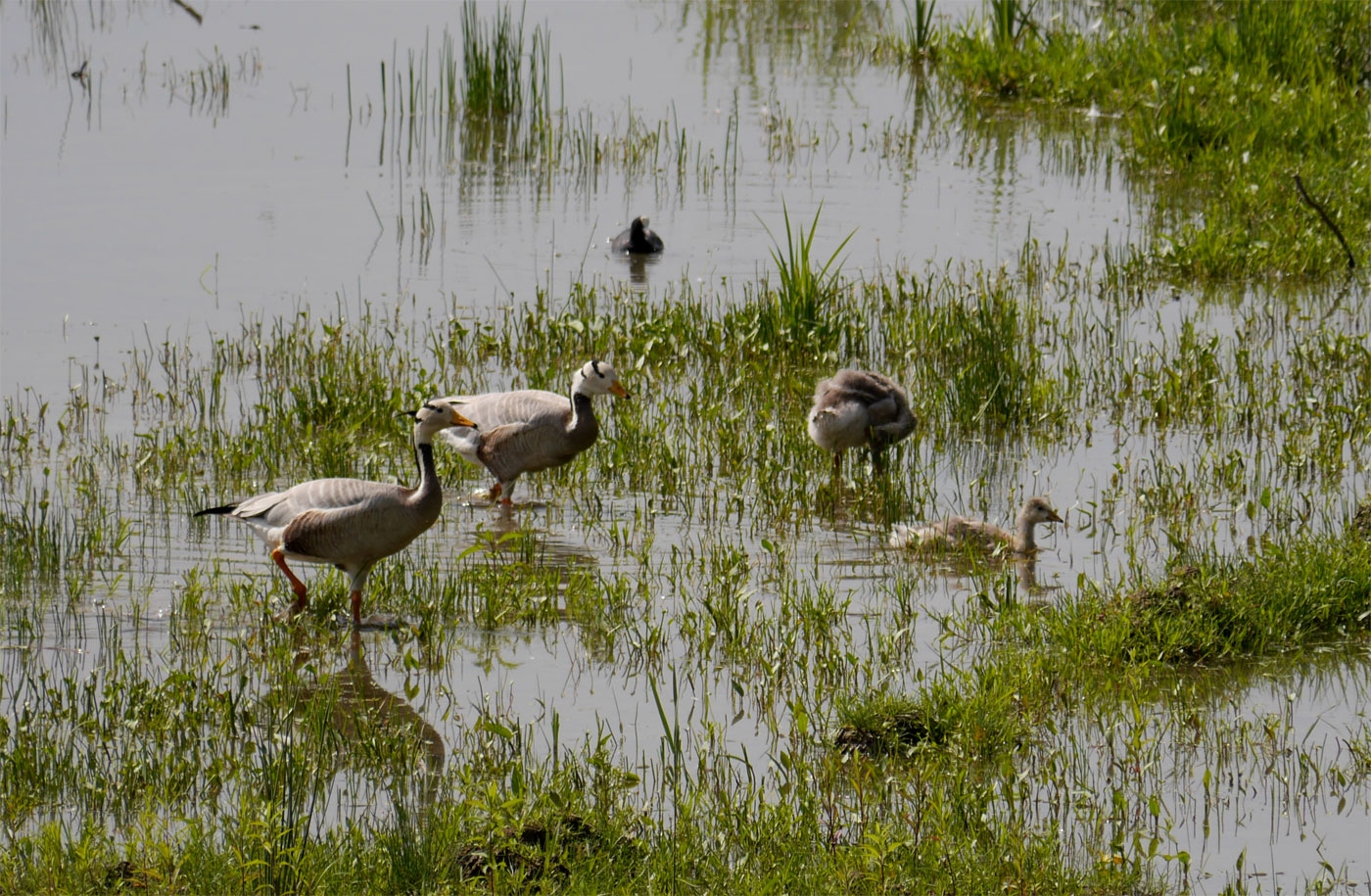
Das gleiche Paar Streifengänse mit 2 Küken, 19. Juni 2013, Petite Camargue Alsacienne (Oberrhein)

Streifengänse werden in ihrem zweiten bis dritten Lebensjahr geschlechtsreif und verpaaren sich dann auf Lebenszeit. Sie treffen bereits als Paar zwischen Ende März und Mitte April in ihrem zu diesem Zeitpunkt noch von Schnee bedeckten Brutgebiet ein und beginnen mit der Nistplatzsuche. Es entwickeln sich meistens locker organisierte Brutkolonien, in denen 10 bis 30 Paare auf engem Raum brüten; oft sind die alleine von den Weibchen gebauten flachen, aber nur selten weich ausgelegten Nester nur zwei bis drei Meter voneinander entfernt. Als Nistplatz dienen meistens kleine grasbewachsene Inseln in den Steppenseen oder Sümpfen des Brutgebiets, auch nahe am Wasser gelegene flache Schotterbänke werden gerne genutzt, in Tibet auch die Felsklippen der Hochtäler, oft in unmittelbarer Nähe von Kolkrabennestern oder Greifvogelhorsten. Aus der Mongolei wird berichtet, dass Streifengänse ehemalige in Pappeln gelegene Greifvogelhorste nutzen.
Je nach lokalen Klimaverhältnissen legt das Weibchen zwischen Anfang Mai und Juni zwei bis acht, im Durchschnitt aber meistens vier oder fünf weiße Eier, die es dann für gute vier Wochen bebrütet, während das Männchen den Brutplatz bewacht. Die Jungen schlüpfen nahezu gleichzeitig; sie werden kurz danach von ihren Eltern durch Zuruf zum Wasser gelockt, wo sie sicherer vor Fressfeinden sind. Sie müssen dabei aus ihren hochgelegenen Nestern oft große Distanzen überwinden: So ist aus Tibet ein 25-Meter-Sprung bezeugt, nach dem das Jungtier nach einer kurzen Phase der Besinnungslosigkeit unversehrt zu seinen rufenden Eltern lief. Flugfähigkeit erreichen sie aber erst nach sechseinhalb bis siebeneinhalb Wochen; nur  ein bis drei Jungtiere pro Familie überleben gewöhnlich bis zu diesem Zeitpunkt. Wenig später, etwa acht Wochen nach dem Schlüpfen, hat sich dann schon das typische Erwachsenengefieder herausgebildet. Bei den Eltern setzt ungefähr Mitte Juli, bei nicht-nistenden Vögeln zwei Wochen zuvor, die Mauser ein, bei der sie ihre Flugfedern verlieren. Sie werden etwa zur selben Zeit wie ihr Nachwuchs wieder flugfähig und können dann gemeinsam mit diesem im September in die Winterquartiere abziehen, wo die Jungen noch bis zum nächsten Jahr im Verbund mit ihren Eltern bleiben.
Bei der Partnerwahl sind Streifengänse nicht unbedingt wählerisch: Hybride mit der Graugans (Anser anser), aber auch der in einer anderen Gattung stehenden Weißwangengans (Branta leucopsis) sind bekannt; daneben wurden sogar Paarungen mit der Brandgans (Tadorna tadorna), der Paradiesgans (Tadorna variegata) und der Halsbandkasarka (Tadorna tadornoides) berichtet, die sogar in eine andere Unterfamilie eingeteilt werden.

## Gefährdung
Der Artbestand wird heute auf 52.000 bis 60.000 Vögel (2004) geschätzt, Tendenz fallend. Vor allem durch Abschuss, Eiraub und Verlust des Lebensraumes gelten sie heute sowohl in Indien als auch in Pakistan und China als gefährdet. Die Gesamtpopulation wird allerdings von der IUCN als ungefährdet gesehen.

## Streifengans und der Mensch
Streifengänse werden hauptsächlich in ihren Überwinterungsgebieten verfolgt und sind dort daher sehr scheu; im Brutgebiet sind sie dagegen sehr zutraulich und haben eine geringe Fluchtdistanz. Sie gelten wegen ihrer geringen Aggressivität als ideale Zuchtvögel und können leicht in Gefangenschaft gehalten werden.
Bereits in alten indischen Epen taucht die Streifengans unter den Sanskrit-Namen Hamsa beziehungsweise Hans auf – beide sind etymologisch mit dem deutschen Wort Gans und dem lateinischen Anser verwandt und gehen wie letztere auf das protoindogermanische Wort ghans zurück. Sie gilt noch heute als Symbol für den Gott Brahma, den Schöpfer des Alls; auf seinem bedeutendsten Tempel aus dem 14. Jahrhundert im indischen Pushkar ist sie über dem Eingangstor abgebildet. Daneben ist sie aber auch das Wahrzeichen der Paramahamsa, der weltabgewandten Weisen, weil sie  hoch über den niedrigen und kleinlichen Beschwernissen des Alltags in vollendeter Schönheit auf das Göttliche zufliegt – ihre jährliche Wanderung über den Himalaja gilt als religiöse Pilgerfahrt. Ihre Silben ha (Ausatmen) und sa (Einatmen) werden zudem mit der im Hinduismus wichtigen Erfahrung des Atems in Verbindung gebracht.